# Tom 28
Jacht Tom 28 został stworzony jako monotypowa jednostka do regat meczowych. Floty jachtów przez lata używane były do treningu żeglarzy startujących w Regatach o Puchar Ameryki we Włoszech, Hiszpanii i USA. 
Zaprojektowana przez Włocha G. Ceccarelliego jako jacht treningowy dla włoskiego syndykatu Pucharu Ameryki +39 Challenge. Długość 28 stóp, czyli ok. 8,5 m, zanurzenie 1,8 m, ciężar ok. 1500 kg. Powierzchnia żagli na wiatr 40 m² plus spinaker 50 m². Charakterystyczny długi kokpit (28-stopowy jacht z 26 stopowym kokpitem), który sprawia że dziobowy pracuje nieco niżej.
Od 2023 roku 6 jednostek znajduje się w porcie Sailing Legia w Zegrzu Południowym, wcześniej stacjonowały w Szczecinie. Obecnie są wykorzystywane w cyklu Warszawska Liga Żeglarska, wcześniej w Polish Match Tour.